# Ivan Goran Kovačić
Ivan Goran Kovačić (Lukovdol, Gorski kotar, 21. ožujka 1913. – okolica Foče, kod sela Vrbnice, 12. srpnja 1943.) bio je hrvatski pjesnik, pripovjedač, esejist, prevoditelj, novinar, publicist i književni kritičar. Jedan je od najpoznatijih hrvatskih pjesnika.

## Životopis
Ivan Kovačić rodio se je 1913. godine u Lukovdolu u obitelji  Ivana i Ruže rođ. Klein. Otac mu je bio Hrvat, a majka Židovka. Imali su još četvero djece: Otona (1903. – 1981.), Roziku (1911. – 1918.), Zvonka (1916. – 1958.) i Roziku (1920. – 1921.).
Pučku školu ("obospolnu nižu pučku školu") pohađao je od godine 1919. u rodnome mjestu, a godine 1923. zbog školovanja odlazi u Karlovac gdje je završio prve tri godine realne gimnazije. Iz Karlovca je prešao u Zagreb u kojemu je od godine 1926. i tu nastavlja školovanje u Drugoj muškoj realnoj gimnaziji do godine 1932. Po završenoj maturi upisao je slavistiku, godine 1932., na zagrebačkom Filozofskom fakultetu. Na fakultetu položio je pet semestara, a nakon šestoga semestra prekinuo je studij. Godine 1935. intenzivnije se posvećuje književnom i novinarskom radu. Godine 1935. imenu je pridodao nadimak Goran s kojim je želio izraziti svoju pripadnost rodnome kraju, Gorskome kotaru. Iste je godine 8. kolovoza u Lukovdolu pred crkvom, povodom 7. obljetnice smrti Stjepana Radića, održao "javan govor političkog značenja bez odobrenja vlasti", zbog čega je osuđen "na kazan novčane globe od 500 din. u korist državne kase, koja se u slučaju neutjerivosti pretvara u kazan zatvora od 10 dana, te na platež takse od 20 dinara na presudu".
Prvo novinsko namještenje dobiva godine 1936. i otada se uzdržavao baveći se novinarskim poslovima; uređivao je kulturne rubrike, najprije u Hrvatskom dnevniku (1936. – 1940.), potom u Novostima (1939. – 1941.). Od godine 1938. Kovačić je često boravio u sanatorijima za plućne bolesti. Nakon što je uspostavljena Nezavisna Država Hrvatska bio je imenovan upraviteljem pošte u Foči, no Mate Ujević zadržao ga je u Zagrebu kao suradnika u Hrvatskome izdavalačkom bibliografskom zavodu. Kao simpatizer Hrvatske seljačke stranke i politike Stjepana Radića koncem godine 1942. zajedno s pjesnikom Vladimirom Nazorom priključuje se partizanima. Tada je sa sobom ponio i svoju nedovršenu poemu Jama. Nakon dolaska u partizane kratko vrijeme ostao je s hrvatskim borcima, a onda je dodijeljen jednoj crnogorskoj borbenoj postrojbi. Sudjelovao je u napornim marševima po Bosni, ali intenzivno je pisao.
Koncem lipnja i početkom srpnja godine 1943. nalazio se u istočnobosanskome selu Vrbnici, gdje se bolestan sklonio, skrivajući se od četnika, koji su ga i ubili 12. srpnja u blizini Foče. Njegov grob godinama ostao je nepoznat, baš onako kako je poželio u pjesmi Moj grob (svojevrsni epitaf samomu sebi). Njegovo počivalište pronađeno je 1957. godine. Dio njegovih pronađenih posmrtnih ostataka položen je godine 1996. u memorijalni spomenik (po projektu arhitekta Zvonimira Krznarića izradilo ga je klesarstvo Jerbić iz Samobora) u Lukovdolu. Preseljenjem njegovih posmrtnih ostataka Lukovdol je postao i njegovo posljednje počivalište.

## Književno stvaralaštvo
Ako je pjesnikov zemni trag do danas ostao zametenim, izgubljenim u legendi, njegov je umjetnički trag itekako prepoznatljiv u hrvatskoj književnosti. Prve književne radove počeo je objavljivati kao gimnazijalac u raznim listovima za mlade. Tada se je, godine 1929., javio proznim zapisom Ševina tužaljka, koji je objavljen u časopisu Omladina. Piše na štokavskome i kajkavskome narječju. Već godine 1931. – napravivši izbor iz dotad objavljenih pjesama – zajedno s još dvojicom mladih pjesnika, Josipom Hitrecom i Vladimirom Jurčićem, objavio je prvu zbirku: Lirika 1932. Sljedećih nekoliko godina intenzivno radi na zbirci novela koje će godine 1936. objaviti pod naslovom Dani gnjeva. U njima u ideološkom smislu slijedi radićevsku politiku okrenutosti selu i seljaku; on je, kako je sam kazivao Antunu Barcu, preko Radićeva seljačkoga pokreta »otkrio hrvatstvo«, a »pobunu malenih«, te ljubav prema slabima, nepravedno progonjenima i iskorištavanima, postavio je ciljem i smislom vlastitoga socijalnog angažmana. Tom zbirkom od sedam novela postigao je pun uspjeh i u potpunosti se uklopio u tijekove suvremene socijalne literature. Pišući o rodnom Lukovdolu i njegovim malim ljudima, Kovačić je s mnogo ljubavi za seljaka i s jasno izraženim osjećajem za socijalnu pravdu - služeći se tehnikom lirskog realizma - uspio iskazati idiličan sklad između seljaka i prirode, ali i sve ono što narušava taj sklad (nepravda, političke i gospodarske manipulacije). Lirska komponenta gotovo arkadijskog doživljavanja goranskoga kraja još će više doći do izražaja u njegovim dijalektalnim, kajkavskim (preciznije: kekavskim) pjesmama Ognji i rože, godine 1945. Rijetki su pjesnici koji, kao Goran u ovoj posmrtno objavljenoj zbirci, s toliko gotovo dječje razdraganosti i neposrednosti uspijevaju uroniti u ljepote prirode i preko naizgled jednostavnih kompozicija svoje lirske doživljaje prenijeti i na čitatelja (npr. pjesma Beli most. Vedrinu i sklad postiže sretno odabranim poetskim slikama te izvanrednom ritamskom organizacijom pjesme.
No, Goran je pjesnik i »polja svijetlih i polja tamnih«. »Polja tamna« naziru se u njegovu stvaralaštvu već od prvoga objavljenog rada (Sevina tužaljka, 1929.), a tamni motivi smrti, krvi i jeze javljat će se gotovo konstantno i u njegovoj poeziji i u njegovoj prozi (primjerice u novelama Smrt u čizmama,Sedam zvonara Majke Marije, ili u pjesmama Moj grob, Oči Stjepana Radića, Leševi putuju), a kulminirali su u njegovu najzrelijemu književnom ostvarenju - u proturatnoj poemi Jama, tiskanoj nakon njegove smrti, 1944. godine. Nakon priključenja partizanima zajedno s Vladimirom Nazorom 1943. godine napisao je i zbirku Hrvatske pjesme partizanke (sačuvana su samo prva dva arka, 32 stranice) čije tiskanje započeto je u listopadu, nekoliko mjeseci nakon pjesnikove smrti, no njezino objavljivanje omela je peta ofenziva. Duboka etičnost te osjećaj moralne i intelektualne odgovornosti prema hrvatskom narodu tjerala ga je da progovori o zločinima koji su dolazili iz redova njegova vlastitoga naroda, pa je svoj prosvjed protiv fašističkih zlodjela izrazio u obliku umjetnički izvanredno disciplinirano oblikovane poeme od deset simetrično raspoređenih pjevanja nejednake dužine koji čine skladnu poetsku cjelinu. Jama je spjevana u jampskim jedanaestercima i njezina formalna dotjeranost i ljepota pjesničkog izričaja stoje u kontrapunktu sa stravičnim motivom o kojem naturalistički precizno i s puno dramatike priča lirski subjekt, žrtva koja je preživjela zločin. Motiv krvi u toj se poemi doista u punini ostvaruje kao »svjetlo/sklad — ljepota — umjetnost« i »tama/zločin«.
U Kovačićevu književnom opusu značajno mjesto zauzimaju i prijevodi te feljtoni, eseji i kritike u kojima se iskazuje kao vrlo lucidan ocjenjivač; umio je zapaziti bitne značajke pojedinih autora, pa neke njegove ocjene (npr. o Vjekoslavu Kalebu, Ranku Marinkoviću, Miroslavu Krleži, Antunu Branku Šimiću) svojom iscrpnošću i ozbiljnošću analitičkog pristupa ni danas ne gube na vrijednosti.  Napisao je zbirku dječje poezije Za našu djecu koja je objavljena godine 1951. Objavio je sedamdesetak zagonetka koje su tiskane u enigmatskoj periodici Sfinga, Rebus razonoda i Mladost.
Potpisivao se i pseudonimima kao što su: Ivan Kovačić te Iv. Kovačić, I. Kovačić, I. K., IK, ik, Lisina, Josip Litorić, jl, Jl, L. I., Lć-ć, I. L., –n, Striček Šimek, Crnac Nik, Cik, CIK, Ujak Vanja, Ivica, CAK, ran., Cik-Cak, Zvrk, (-ran.) I. G. K., –igk, (igk), an, -ran-, RAN, Ran, VIK i I. Sunčan.

## Prevoditelj
Pokraj književnoga stvaralaštva Kovačić je bio i prevoditeljem, jednim od najplodnijih i najboljih prevoditelja lirike 1930-ih godina 20. stoljeća. Istaknuo se je u prijevodima engleske lirike a još je prevodio francuske, talijanske, njemačke, slovenske, češke i ruske pjesnike.

## Djela
- Lirika 1932, Zagreb, 1932., (suautori Josip Hitrec i Vladimir Jurčić)[3]
- Dani gnjeva, Zagreb, 1936., (2000.)

### Posmrtno objavljena
Nepotpun popis:
- Hrvatske pjesme partizanke, Šuma Javornica u Gorskom kotaru, 1943. (suautor Vladimir Nazor) ↓1
- Jama, Bari, 1944.; Delnice, 1944.; Crna Lokva, 1944.; Topusko, 1944.; Beograd, 1944.[20] (više od 14 izd. do 1999.); Zagreb 1947. (više od 9 izd. do 2001.); Sarajevo 1954. (6 izd. do 1971.); Titograd 1977.; Gornji Milanovac 1980.[17]
- Ognji i rože, Zagreb, 1945., 1947., 1975. (Ognjevi i ruže), 2004.
- Djela Ivana Gorana Kovačića, 2–4. (knj. 2 Dani gnjeva, knj. 3 Sveti psovač, knj. 4 Eseji i ocjene) Zagreb 1946.; 6. (knj. 6 Prijevodi strane lirike) Zagreb, 1947.; 7. (knj. 7 Pjesme) Zagreb 1948.; 1., 5.(knj. 1 Prvi koraci, knj. 5 Prikazi i članci) Zagreb 1949.
- Mrak na svijetlim stazama, Beograd, 1947.
- Sedam zvonara Majke Marije, Zagreb, 1947. (14 izd. do 2005.); Varaždin, 2005. (i druge pripovijetke).
- Izabrana djela, Zagreb, 1951.
- Za našu djecu, Zagreb, 1951.
- Smrt u čizmama, Beograd, 1956.; Zagreb, 1964. (14 izd. do 1985.).
- Pjesme, Beograd, 1959.
- Poezija i proza, Zagreb, 1963.
- Novele. Eseji i kritike. Pjesme, Zagreb, 1967.
- Izbor iz djela, Zagreb, 1973. (5. izd. do 1987.)
- Zagonetke Ivana Gorana Kovačića, prir. Slavko Peleh, Bjelovar, 1974.
- Novele iz lukovdolskog zavičaja, Zagreb 1974.
- Novele, pjesme, eseji, kritike i feljtoni, Pet stoljeća hrvatske književnosti, 135 (s bibliografijom), Zagreb, 1975.
- Poezija, Sarajevo, 1976., 1982.
- Pjesme, Sarajevo, 1981., 1987.
- Sabrana djela, 1–5 (s bibliografijom), Zagreb, 1983.
- Pripovijetke, Zagreb, 1994. (7 izd. do 2006.)
- Izabrane pjesme. Jama., Zagreb, 1997.

## Spomen
- Mnoge škole, ulice i kulturno-umjetnička društva nazvani su po njemu.
- U rodnome Lukovdolu mu je godine 1958. postavljen spomenik a u Zagrebu postavljen je godine 1964. (rad Vojina Bakića).[17]
- U Lukovdolu je njegov Memorijalni muzej gdje ima stalni postav. Tu se nalazi i knjižnica s izložbenim prostorom.[18]
- Njegova književna ostavština i korespondencija čuvaju se u Zavodu za povijest hrvatske književnosti, kazališta i glazbe HAZU.
- Primjerak pjesničko-grafičke mape Jama iz godine 1944. nalazi se u Istorijskom arhivu Beograda.
- Njemu u čast Hrvatska pošta je, o 50. obljetnici smrti, izdala poštansku marku i posebnu omotnicu (tzv. "Omotnica prvoga dana") ↓2 godine 1993.[21]

### Goranovo proljeće
Njemu u čast od godine 1964., svake godine, u njegovu rodnom mjestu Lukovdolu, u Gorskom kotaru, održava se pjesnička manifestacija Goranovo proljeće. Tijekom pjesničke manifestacije dodjeljuju se nagrade Goranov vijenac (od 1971. godine) i Goran za mlade pjesnike (od 1977. godine).